# 蓮見敏男
蓮見 敏男（はすみ としお、1946年4月22日 - ）は日本の実業家。マルエツ代表取締役副社長、ダイエー代表取締役社長、富士ソフト代表取締役副会長などを歴任した。

## 人物・経歴
埼玉県出身。1969年東洋大学経済学部卒業、主婦の店ダイエー（現ダイエー）入社。企画部門や財務を長く担当し、1989年取締役に昇格。1994年マルエツ代表取締役副社長。1999年ダイエー常務取締役。2004年からダイエー代表取締役社長を務め、産業再生機構による支援企業決定までの間、福岡ダイエーホークスの株式のソフトバンクへの売却などを進めた。2005年富士ソフト副社長。2006年富士ソフト取締役副社長。2007年富士ソフト代表取締役副社長。2008年富士ソフト代表取締役副会長。2011年富士ソフト顧問。